# Сатунсат

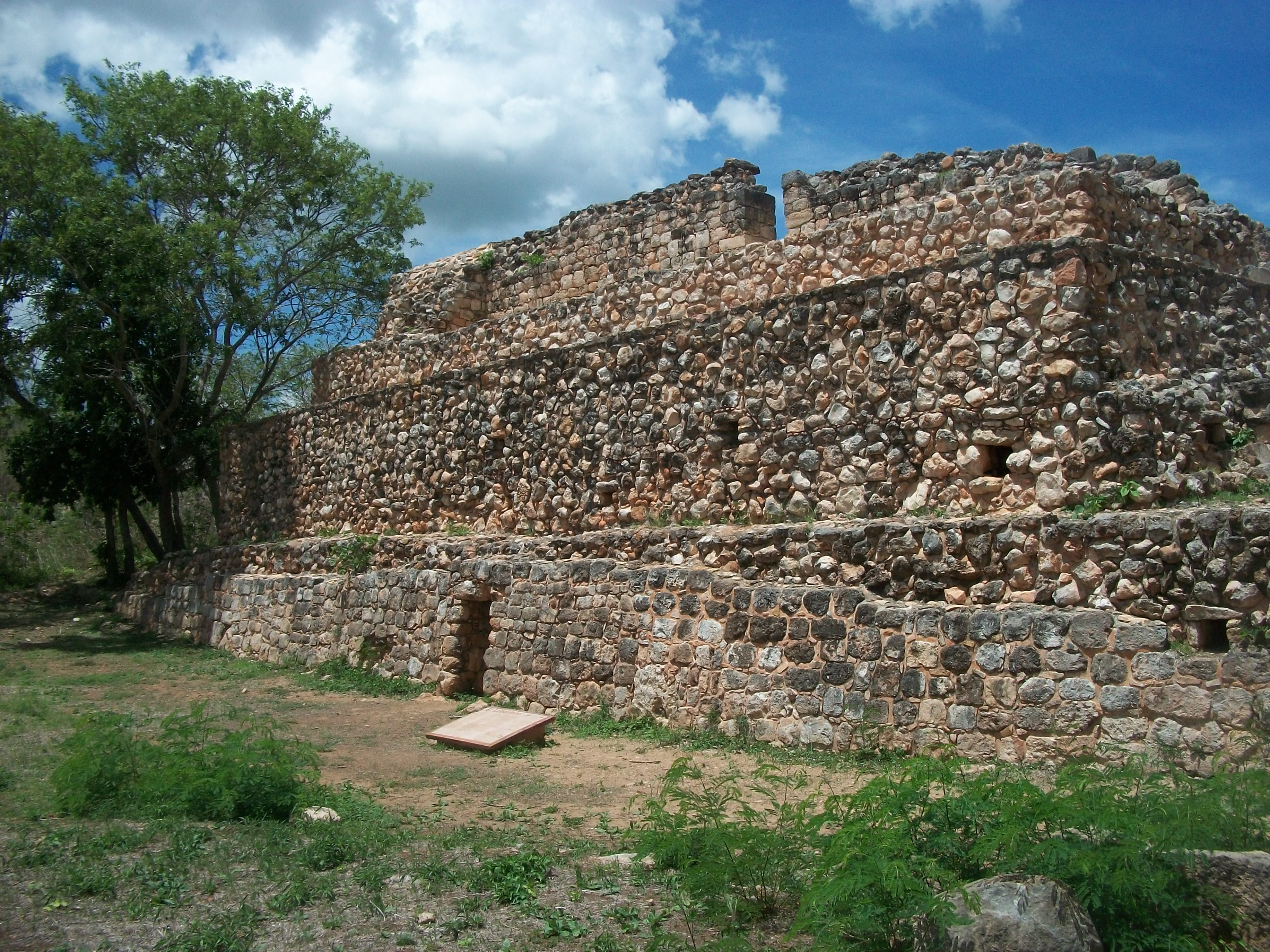
Сатунсат, или лабиринт Ошкинтока

Сатунсат (SA-1) (другие названия исп. Laberinto, исп. Tza Tun Tzat, исп. Satunsat в переводе с майянского место, где можно заблудиться) — искусственная священная пещера майя, отдельно стоящий и не входящий в другие археологические группы археологический объект в городе майя Ошкинток.

## Описание
Сатунсат представляет собой наполовину надземное, наполовину подземное здание, состоящее из трёх этажей (одного подземного и двух надземных), в которых узкие комнаты и галереи с неровными очертаниями стен, пола и потолка образуют сложный лабиринт как символ природной пещеры, и породившего всех майя подземного мира. Само путешествие по нему для древних майя символизировало познание космоса через мистическое путешествие к предкам, а также возрождение из небытия тьмы на свет создания.

## Ранний классический период
По мнению Мигеля Ривера Дорадо, изначально в ранний классический период данное здание необычного для майя лабиринтового типа использовалось для инициации высших должностных лиц майя, которые в темных переходах должны были приобщиться к сакральной силе предков через т. н. «дарованное знание» (а сам полутемный лабиринт символизировал подземный мир, мифологически связанный с зарождением мира майя).
Этажи Сатунсата символизировали уровни мира мая: самый нижний этаж был вырублен в скале и своими неровными стенами, резкими поворотами и колебаниями поверхности пола и царившим в нём сумраком символизировал нижний мир, откуда символически умерший посвященный должен был подняться наверх к солнечному свету, тем самым воскресая для мира живых (при этом посвященный проходил путь солнца, которое каждый вечер спускается в подземный мир и каждое утро возвращается в мир живых). Данный символический эффект был усилен прорубленным в потолке люком, откуда в подземные этажи спускался конус солнечного света.

## Средний классический период
В VI веке произошла кардинальная перестройка Сатунсата в виде захоронение вождя на нижнем этаже с уменьшением общей площади внутренних помещений. В захоронении был помещен царь города ориентировочно начала VI века. Одновременно была заблокирована лестница с северной стороны на третий этаж, изменена окраска восточного, восточного, северного и южного фасада, а также возведена лестница с восточной стороны. По мнению Мигеля Ривера Дорадо, это означало превращение полуподземного дворца лабиринтового типа в обычный дворец с захоронением, что было связано с усилением роли вождей (которым для легитимизации власти теперь требовалось не получение сакральных знаний, а наличие предков королевского рода).
Однако на западной стороне здания сохранилось девять отверстий, которые жрецы майя использовали для наблюдения за солнцем с целью установления точных дат равноденствия (с которыми были связаны циклы сельскохозяйственных работ в целом, и дата посадки маиса в частности). Однако смена сезонов года для старта аграрной деятельности преподносилась не как климатическое событие, а как доказательство божественной силы правителей города.

### Споры о погребении
На похороненном в Сатунсате вожде нашли маску из нефритовой мозаики и три каменных топора на поясе. По одном версии, погребение было аналогом захоронения Пакаля в Паленке, нефритовая маска символизировала иероглиф «господин», а скипетр был знаком бога Кауила, тем самым правитель отождествлял себя с данным богом и посредством его скипетра сохранял за собой статус божества в загробном мире и право своих божественных потомков на власть; по другой версии каменные топоры являются стилизованными символами снопов кукурузы, которые являлись главным источником пищи для древних майя и поэтому символизировали древо жизни или ось мира, а сам правитель в роли мирового древа выступал как хранитель мирового порядка.